# Girl's Garden
Girl's Garden (ガールズガーデン, Garuzu Gaden) est un jeu vidéo sorti exclusivement au Japon en 1984.
Développé et édité par Sega pour la console SG-1000, l'histoire du jeu tourne autour d'une jeune fille nommée Papri, qui cherche à conserver l'amour de son petit ami. À cet égard, Girl's Garden est cité comme l'un des premiers exemples pour le genre du jeu de drague. Il est le premier jeu conçu par Yuji Naka, le créateur de la série Sonic the Hedgehog,,.